# محمد مهدی عاکف
محمد مهدی عاکف (۱۲ ژوئیهٔ ۱۹۲۸ – ۲۲ سپتامبر ۲۰۱۷)، هفتمین رهبر یا «مرشد عام» جماعت اخوان‌المسلمین مصر بود که پس از مرگ مأمون الهضیبی در سال ۲۰۰۴ میلادی به این سمت انتخاب شد.
او نخستین مرشد عام این جماعت بود که پس از پایان دورهٔ مسئولیتش تمایلی به انتخاب مجدد نداشت و جانشین او محمد بدیع، در زمان حیات او انتخاب شد.
عاکف در ۲۲ سپتامبر ۲۰۱۷ در ۸۹ سالگی در زندان مصر درگذشت.